# Emoia sanfordi
Emoia sanfordi là một loài thằn lằn trong họ Scincidae. Loài này được Schmidt & Burt mô tả khoa học đầu tiên năm 1930.